# Harald Darer
Harald Darer (* 1975 in Mürzzuschlag, Steiermark) ist ein österreichischer Schriftsteller.

## Leben
Harald Darer absolvierte eine Lehre zum Elektroinstallateur. Seit 1997 lebt und arbeitet er in Wien. 2005 begann er zu schreiben und veröffentlichte in Literaturzeitschriften und Anthologien. 2009/10 besuchte er die Leondinger Akademie für Literatur.
2012 und 2013 war er Finalist beim Literaturpreis Wartholz. Sein Debütroman Wer mit Hunden schläft befand sich 2013 auf der Shortlist des Literaturpreises Alpha. 2015 folgte sein zweiter Roman Herzkörper, im darauffolgenden Jahr erschien Schnitzeltragödie. Sein vierter Roman Blaumann befand sich 2019 auf der aus zehn Titeln bestehenden Longlist des Österreichischen Buchpreises.

## Werke
- 2013: Wer mit Hunden schläft, Roman, Picus Verlag, Wien 2013, ISBN 978-3-85452-693-3
- 2014: Randnotiz, aus dem Erzählband Mordserfolg, Picus Verlag, Wien 2014, ISBN  978-3-7117-5227-7
- 2015: Herzkörper, Roman, Picus Verlag, Wien 2015, ISBN 978-3-7117-2023-8
- 2016: Schnitzeltragödie, Picus Verlag, Wien 2016, ISBN 978-3-7117-2032-0
- 2019: Blaumann, Roman, Picus Verlag, Wien 2019, ISBN 978-3-7117-2075-7
- 2022: Mongo, Roman, Picus Verlag, Wien 2022, ISBN 978-3-7117-2119-8

## Auszeichnungen und Nominierungen
- 2012 und 2013: Finalist beim Literaturpreis Wartholz[3][4]
- 2013: Shortlist des Literaturpreises Alpha mit Wer mit Hunden schläft[5]
- 2013: Arbeitsstipendium des BMUKK[1]
- 2018: Wiener Literaturstipendium[8]
- 2019: Longlist des Österreichischen Buchpreises mit Blaumann[6]